# Gharoli
Gharoli es una ciudad censal situada en el distrito de Delhi oriental,  en el territorio de la capital nacional,  Delhi (India). Su población es de 92540 habitantes (2011). 

## Demografía
Según el censo de 2011 la población de Gharoli era de 92540 habitantes, de los cuales 49674 eran hombres y 42866 eran mujeres. Gharoli tiene una tasa media de alfabetización del 88,70%, superior a la media estatal del 86,21%: la alfabetización masculina es del 93,52%, y la alfabetización femenina del 83,13%.